# Карл Брукнер
Карл Брукнер (на немски: Karl Bruckner) е австрийски писател на произведения в жанра юношеска литература, драма, приключенски роман и научна фантастика.

## Биография и творчество
Карл Брукнер е роден на 9 януари 1906 г. във Виена, Австрия, Австроунгарска империя, в семейство на печатар на книги. Израства в пролетарското предградие на Виена, Отакринг. В средното училище получава професията автомобилен механик.
След завършване на училище заема различни временни работни места – в търговската дейност като продавач на вестници, като автомобилен механик и техник. Оставайки безработен в годините на Голямата сепресия, емигрира в Бразилия в междувоенния период, и остава там две години. Връща се във Виена в края на 1937 г. По време на Втората световна война служи в германската армия.
Започва да пише през 1946 г. и става един от най-успешните в Австрия автори на книги за юноши, които третират съвременни социални проблеми. Първият му успех е с книгата „Die Spatzenelf“ (Големият елф), която представя историята на единадесет момчета, които са ентусиазирани от футбола, тръгвайки от лошия си произход и достигайки до изненадваща победа над младежкия отбор на голям футболен клуб. Счита се за една от класическите австрийски младежки книги.
За негов най-голям международен успех като писател се счита книгата му „Садако иска да живее“ от 1961 г., която е трогателното изобразяване на съдбата на Садако Сасаки, японско момиче, което оцелява от атомната бомбардировка над Хирошима като малко дете, но в крайна сметка на 12 г. става жертва на заболяване от левкемия, свързано с радиацията.
Научнофантастичната му книга „Nur zwei Roboter? (Само два робота ?) от 1963 г. развива темата за мирното съвместно съществуване. Историята е за руски агенти, които крадат планове за модерни роботи от Америка, но когато роботите, Уилям и Наташа, са създадени, тяхната взаимна привързаност кара света да гледа към мир.
Произведенията му са издадени в над 30 страни и са преведени на над 20 езика по света. Няколко пъти е удостоен с наградата на Виена за най-добра книга за деца и юноши, и на два пъти получава държавна награда на Австрия за детска и младежка литература.
Карл Брукнер умира на 25 октомври 1982 г. във Виена. Погребан е в почетния парцел на Централното гробище на Виена.

## Произведения
- Das wunderbare Leben. Ein Zukunftsroman aus dem Jahre 2443 (1948)
- Der Diamant des Tobias Amberger (1949)
- Die Spatzenelf (1949)
- Pablo, der Indio (1949)
Пабло Индианчето, изд.: „Народна младеж“, София (1956), прев. Владимир Мусаков, Ел. Ялъмова
- Die große Elf (1951)
- Mein Bruder Ahual (1952) – издадено и като „Heiße Erde“ (1965)
- Die Wildspur (1952)
- Der Häuptling und seine Freunde (1952)
- Olympiade der Lausbuben (1953)
- Giovanna und der Sumpf (1953) – награда на град Виена за най-добра детска книга
- Die Trommel des Kannibalen (1954)
- Scarley wird gefährlich (1954)
- Scarley auf der Robinsoninsel (1955)
- Die Strolche von Neapel (1955) – държавна награда на Австрия за детска литература
- Der Weltmeister (1956)
- Der goldene Pharao (1957) – награда на град Виена за най-добра детска книга
- Lale, die Türkin (1958)
- Viva Mexiko (1959)
- Ein Auto und kein Geld (1960)
- Giovanna (1960)
- Sadako will leben (1961) – книга за Садако Сасаки, държавна награда на Австрия и награда на град Виена за най-добра младежка книга
Садако иска да живее, изд.: „Народна младеж“, София (1965), прев. Виктор Ангелов
- Nur zwei Roboter? (1963)
- In diesen Jahren. Wien 1945 – 1965 (1965)
- Der Zauberring (1966)
- Mann ohne Waffen (1967 – издаден и сато „Passagier in Ketten“ (1977)
Човек без оръжие, изд.: „Народна култура“, София (1968), прев. Александър Владков
- Yossi und Assad (1971)
- Der Sieger (1973)
- Tuan im Feuer (1977)